# Обыкновенные губки
Обыкнове́нные гу́бки (лат. Demospongiae) — класс губок, включающий большинство представителей типа: по данным 2015 года, он содержит около 6900 видов, что составляет 83,3 % всех известных видов губок.

## Строение

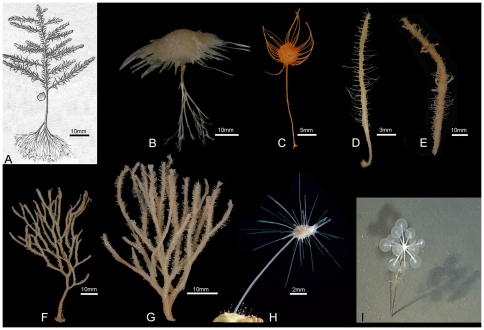
Разнообразие хищных губок. А — Cladorhiza abyssicola, B — Cladorhiza sp., C, D, E, G — Abyssocladia sp., F — Asbestopluma (Asbestopluma) desmophora, H — Asbestopluma hypogea, I — Chondrocladia lampadiglobus

Скелет представлен только спонгиновыми волокнами или спонгиновыми волокнами в сочетании с кремниевыми спикулами, которые в зависимости от размера подразделяют на микро- и макросклеры. Макросклеры, как правило, одноосные, трёхосные или четырёхосные; микросклеры очень разнообразны: многоосные или одноосные, часто они имеют довольно причудливую форму. Осевая нить спикулы залегает в треугольной или шестиугольной полости. Спикулы всегда формируются внутриклеточно, в отличие от известковых губок. Помимо спонгина, все представители класса имеют фибриллярный коллаген. Некоторые обыкновенные губки совсем не имеют скелетных элементов. У ряда реликтовых обыкновенных губок в дополнение к другим элементам скелета имеется базальный скелет, обогащённый карбонатом кальция. Форма тела разнообразна: корковая, лопастная, трубчатая, ветвистая, нитчатая, кубковидная. Известны сверлящие обыкновенные губки, обитающие в толще известкового субстрата. Водоносная система у большинства представителей лейконоидная. Некоторые губки полностью утратили водоносную систему в связи с хищным образом жизни (семейства Cladorhizidae и Esperiopsidae). Мезохил, как правило, развит хорошо. Хоаноциты обычно мельче пинакоцитов и археоцитов.
Обыкновенные губки — единственные из живущих в данный момент организмов, у которых стеролы метилированы по 26 позиции. На основании этого химического маркера можно определить присутствие обыкновенных губок в ископаемых породах в отсутствие достоверных ископаемых.

## Развитие
Среди обыкновенных губок представлены самые разнообразные репродуктивные стратегии: наружное развитие, яйцеживорождение и живорождение. В пределах класса встречается четыре типа развития, которые перечислены в таблице ниже.
| Тип             | Таксон                           | Яйцо                                                                                        | Дробление                                                                    | Личинка                                                                                                 | Метаморфоз | Бесполое размножение                   | Источник |
| --------------- | -------------------------------- | ------------------------------------------------------------------------------------------- | ---------------------------------------------------------------------------- | --- | --- | -------------------------------------- | -------- |
| Дисферульный    | Halisarcida (обыкновенные губки) | Изолецитальное, полилецитальное, без признаков поляризации, нет специальных питающих клеток | Полное, равномерное, асинхронное, полиаксиальное, имеется полость дробления. | Целобластула, паренхимула, дисферула. Личинки полностью покрыты жгутиками. Имеются адгезионные контакты | Смешанный: экзопинакодерма развивается по эпителиальному типу из жгутиковых клеток заднего полюса личинки, а базопинакодерма, экдопинакодерма и хоанодерма по мезенхимному | Не известно                            | [ 7 ]    |
| Паренхимульный  | Обыкновенные губки               | Строение варьирует                                                                          | Полное, асинхронное, неупорядоченное                                         | Паренхимула                                                                                             | По мезенхимному типу, сопровождается миграцией жгутиковых клеток внутрь и внутренних наружу. Полный или частичный фагоцитоз жгутиковых клеток личинки                      | Почкование, фрагментация, геммулогенез | [ 8 ]    |
| Прямое развитие | Обыкновенные губки               | Мелкие, изолецитальные, олиголецитальные, без признаков поляризации                         | Полное, равномерное, асинхронное                                             | Морульная деламинация                                                                                   | Нет | Почкование                             | [ 9 ]    |
| Целобластульный | Обыкновенные губки               | Яйца окружены слоем коллагена и слизи, изолецитальные, олиголецитальные, неполяризованные   | Полное, равномерное, может быть радиальным                                   | Целобластула; адгезионные межклеточные контакты                                                         | Часть жгутиковых клеток выселяется внутрь и образует хоаноциты и пинакоциты, оставшиеся на поверхности — пинакоциты                                                        | Почкование                             | [ 10 ]   |

Прямое развитие. 1 — зигота, 2 — радиальное дробление, 3 — формирование экзопинакодермы, 4 — молодая губка
Дисферульный тип развития. 1 — яйцо, 2, 3 — полиаксиальное дробление, 4 — инвагинация, 5 — дисферула, 6 — рагон
Один из вариантов паренхимульного развития. 1 — яйцо, 2 — хаотическое дробление, 3 — морула, 4 — паренхимула, 5 — метаморфоз
Целобластульный тип развития. 1 — яйцо, 2 — дробление, 3 — морула, 4, 5 — целобластула, 6 — метаморфоз

## Распространение и экология

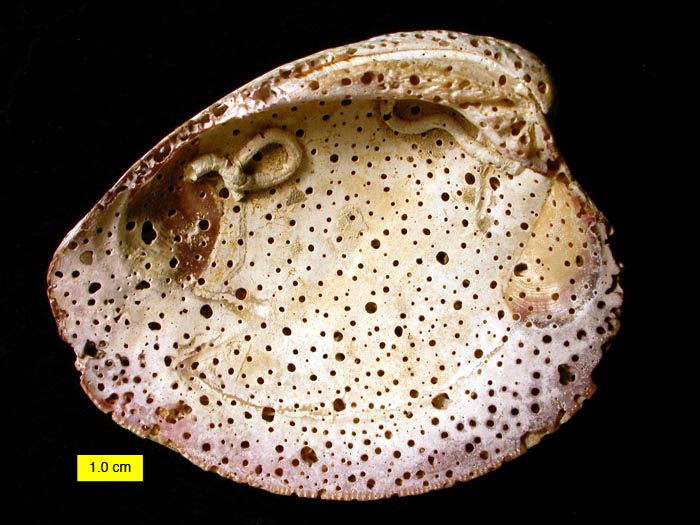
Раковина мёртвого двустворчатого моллюска Mercenaria mercenaria из Западной Атлантики, испещрённая дырами, просверленными губкой семейства Clionaidae

Большинство обыкновенных губок обитают в море на всех глубинах в водах всех океанов; представители нескольких семейств из отряда Haplosclerida перешли к жизни в пресных водоёмах, наиболее известные пресноводные губки — бадяги. Сверлящие губки семейства Clionaidae секретируют особые вещества, продуцируемые археоцитами и позволяющие им вбуравливаться в камни, кораллы и раковины мёртвых моллюсков.
Обыкновенные губки могут вступать в симбиотические отношения с другими организмами, в частности, с прокариотами (например, цианобактериями), другими губками, водорослями, коралловыми полипами. 13 видов раков-отшельников могут образовывать симбиоз в форме комменсализма с пробковой губкой (Suberites domuncula). Последняя селится на пустой раковине брюхоногого моллюска, и в этой же раковине поселяется рак-отшельник. Со временем вся раковина обрастает губкой; внутри последней образуется спиральная полость, в которой живёт рак-отшельник.

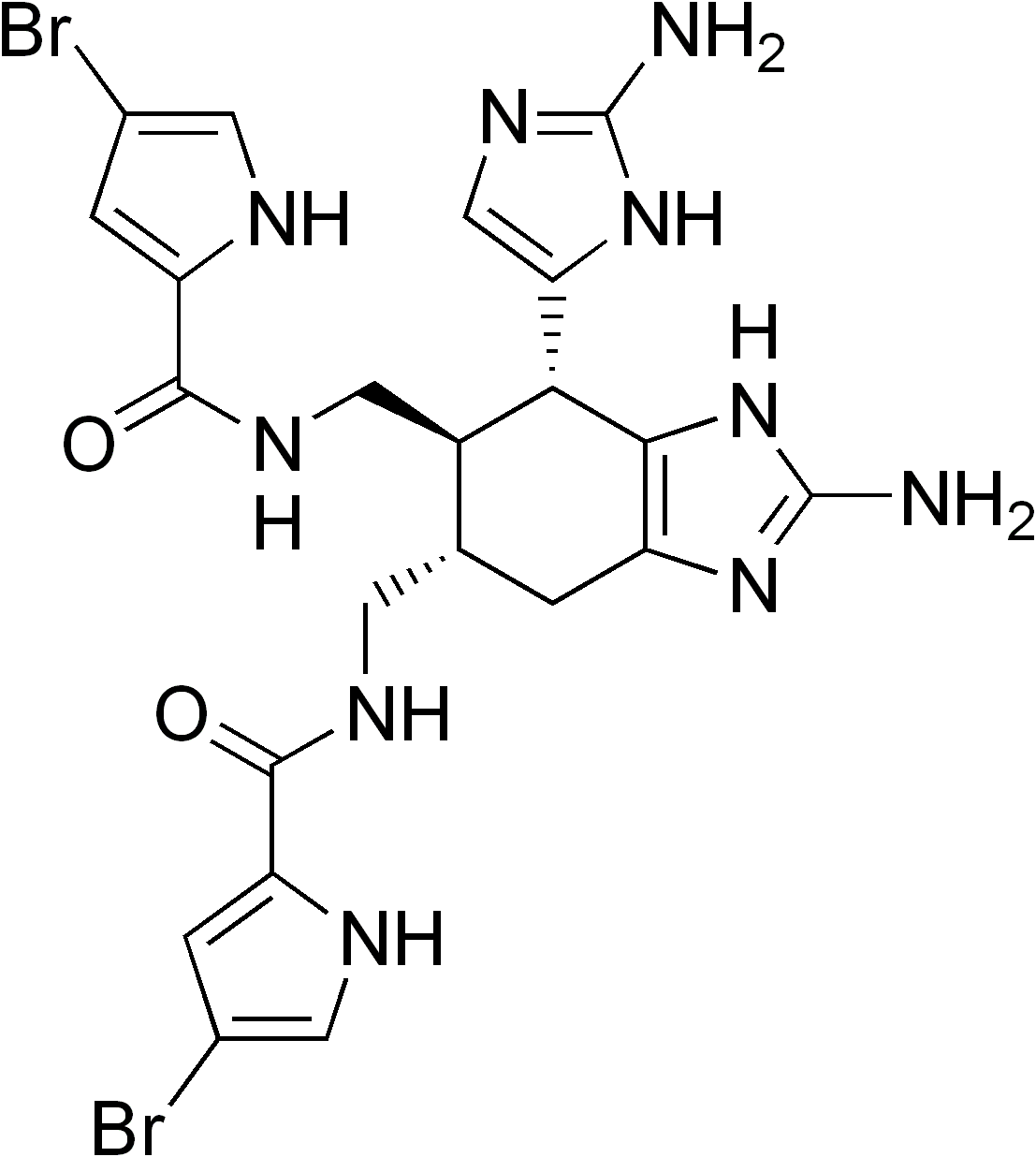
Агелиферин

Многие обыкновенные губки являются типичными пассивно-ядовитыми животными, использующими для защиты от врагов свои токсичные метаболиты, включая природные галоалкалоиды. Первым токсином, выделенным из губок (Suberites domuncula) стало вещество, получившее название суберитин. Токсины группы бромфакелинов впервые были выделены из губки Phakellia flabelata; токсин, близкий по структуре дибромизофакелину обнаружен в губке Acanthella carteri. Пиррольные алкалоиды широко встречаются среди губок, особенно представителей семейства Agelasidae.
Токсины, выделяемые обыкновенными губками, могут быть направлены также против других сидячих организмов (например, мшанок и асцидий), чтобы они не поселялись на губках и в непосредственной близости от них, благодаря чему губки могут успешно завоёвывать новые площади для жизни. Примерами таких токсинов могут служить агелиферин и дибромагеласпонгин, синтезируемые губками из рода Agelas. Карибская губка Chondrilla nucula выделяет токсины, которые убивают коралловые полипы, и губка растёт на их скелетах. Органические соединения, похожие по своей структуре на гимениалдисины, а также 2-бромалдизин, характеризующиеся умеренным противомикробным действием, найдены в различных видах губок.
Многие обыкновенные губки обладают сильным запахом, например, «чесночная» губка Lissodendoryx isodictyalis. Некоторые виды могут вызывать у человека дерматиты при непосредственном контакте. Например, прикосновение к карибской «огненной» губке Tedania ignis может вызвать сильное раздражение кожи.
Карибские обыкновенные губки рода Aplysina страдают от особого заболевания, известного как «синдром красных полос». На телах больных губок образуется одна или несколько полос ржавого цвета, иногда окружённые полосами мёртвых тканей. Тело губки может быть целиком окружено такими поражениями. Болезнь, по-видимому, является заразной, и на Багамских рифах заражены около 10 % особей Aplysina cauliformis. Яркий цвет полосы имеют из-за цианобактерии, однако неизвестно, ответственна ли она за возникновение болезни.

## Классификация
В последнее время, благодаря применению методов молекулярного анализа, классификация обыкновенных губок была значительно пересмотрена. Ниже представлена классификация Demospongia по состоянию на 2018 год.
- Подкласс Keratosa[англ.]
  - Отряд Dendroceratida — 2 семейства;
  - Отряд Dictyoceratida — 5 семейств;
- Подкласс Verongimorpha[англ.]
  - Отряд Chondrillida — 2 семейства;
  - Отряд Chondrosiida — 1 семейство.
  - Отряд Verongiida — 4 семейства;
- Подкласс Heteroscleromorpha[англ.]
  - Отряд Agelasida — 5 семейств;
  - Отряд Axinellida — 4 семейства;
  - Отряд Biemnida — 2 семейства;
  - Отряд Bubarida — 3 семейства;
  - Отряд Clionaida — 4 семейства;
  - Отряд Desmacellida[англ.] — 1 семейство;
  - Отряд Haplosclerida — 6 семейств;
  - Отряд Merliida — 2 семейства;
  - Отряд Poecilosclerida — 25 семейств;
  - Отряд Polymastiida[англ.] — 1 семейство;
  - Отряд Scopalinida[англ.] — 1 семейство;
  - Отряд Sphaerocladina[англ.] — 1 семейство;
  - Отряд Spongillida — 8 семейств;
  - Отряд Suberitida — 3 семейства;
  - Отряд Tethyida — 3 семейства;
  - Отряд Tetractinellida — 23 семейства;
  - Отряд Trachycladida[англ.] — 1 семейство;
  - Семейства incertae sedis — 1 семейство.